# Operation Ivy (test nucleare)

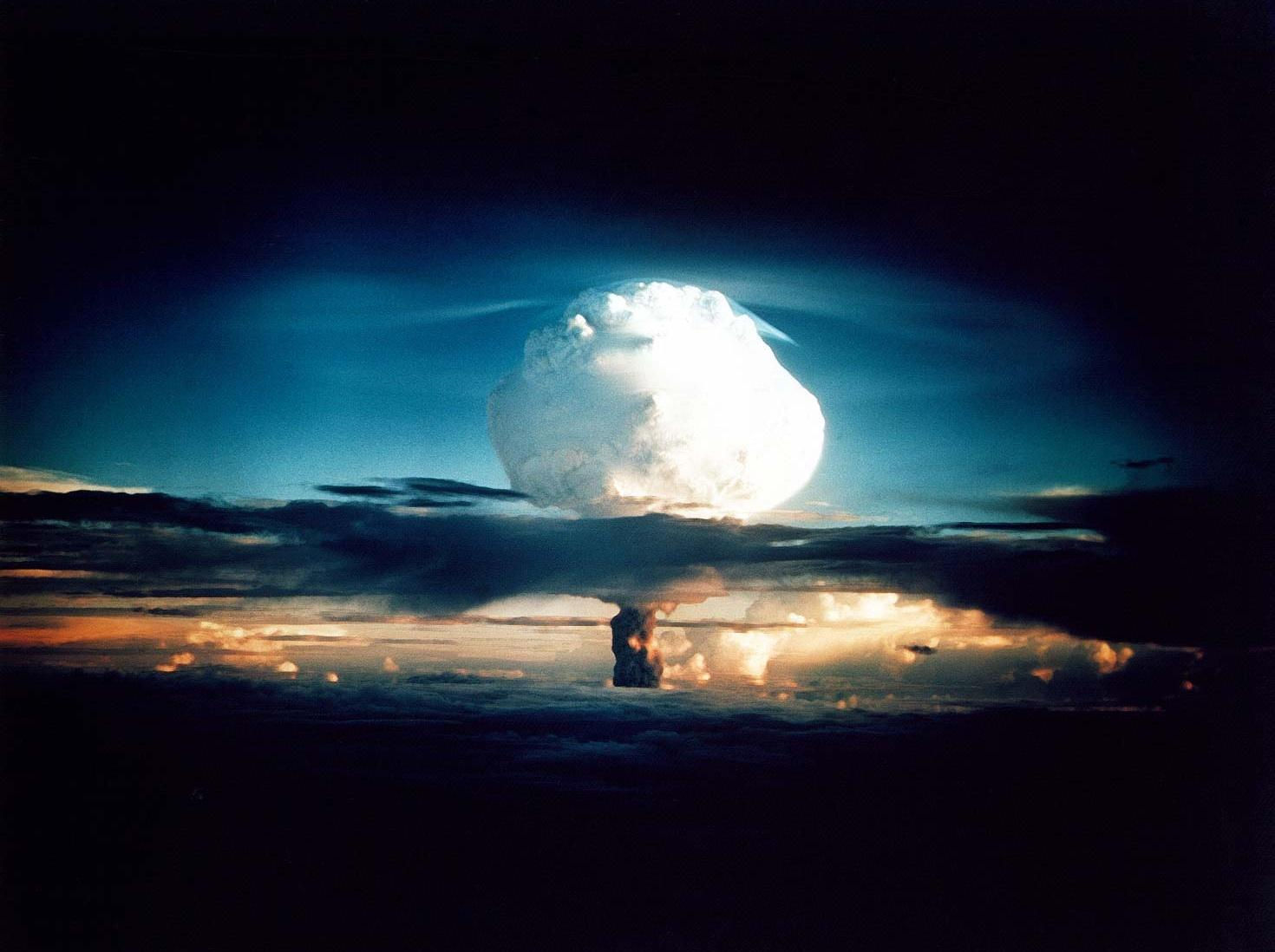
Il fungo di Ivy Mike

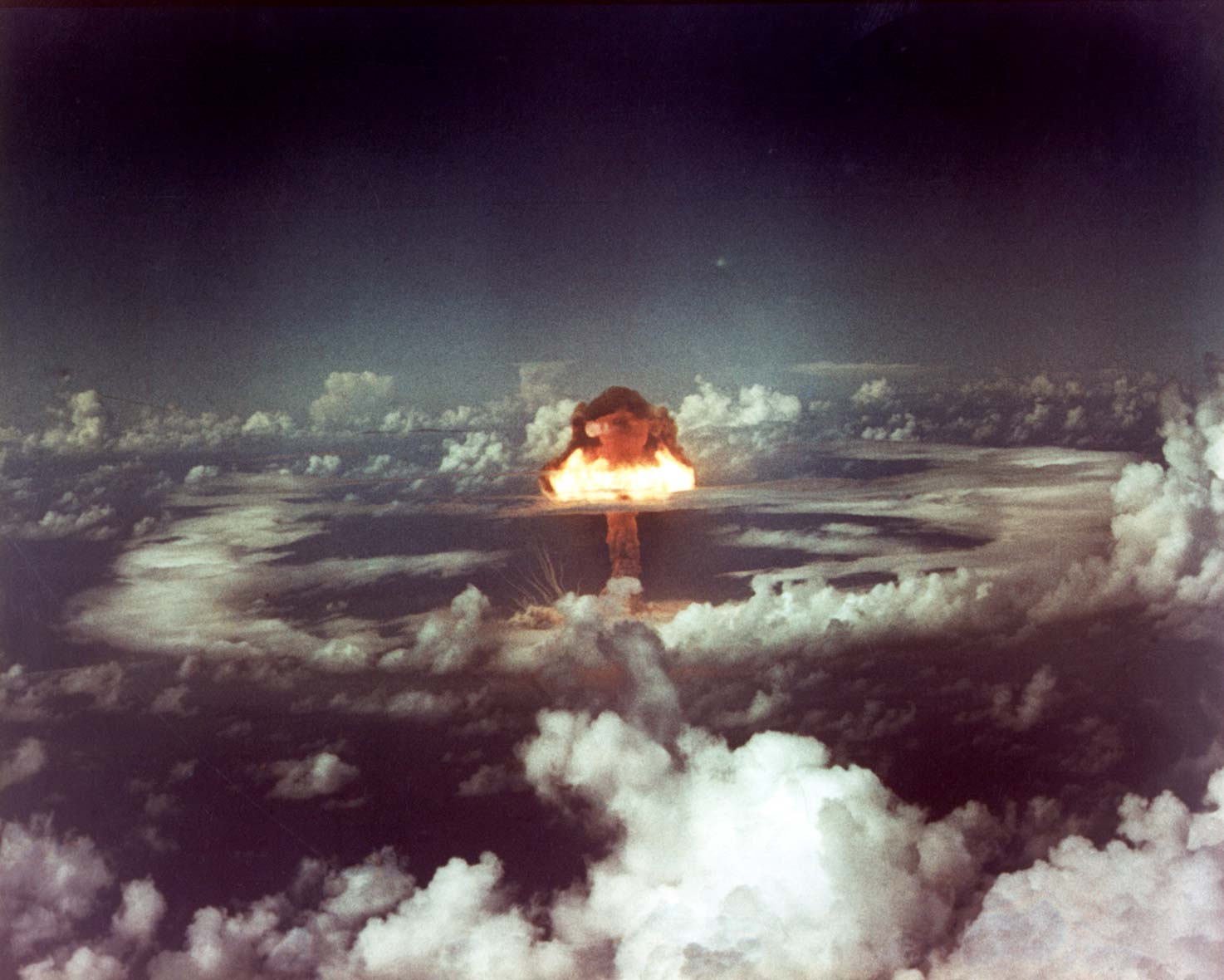
Il fungo di Ivy King

Operation Ivy è stata l'ottava serie di test nucleari condotta dagli Stati Uniti nel 1952 sull'atollo Enewetak, nel Pacifico centrale.

## Storia
L'operazione, costituita dalla detonazione di due ordigni nucleari, fu sviluppata in risposta al programma di armamento nucleare dell'Unione Sovietica. Il padre di questo tipo di ordigni basati sul sistema Teller-Ulam è stato lo scienziato americano Edward Teller.
Il 1º novembre 1952 fu fatta esplodere Ivy Mike, la prima testata termonucleare americana, la quale sprigionò un'energia di oltre 10 megatoni e creò un cratere sottomarino con un diametro di quasi 2 km e una profondità di circa 50 m. La seconda bomba, denominata Ivy King, fu fatta detonare il 16 novembre 1952: con i suoi 500 chilotoni si trattava della bomba a fissione più potente esplosa sino a quel giorno.